# João Cleofas
João Cleofas de Oliveira (Vitória de Santo Antão, 22 de setembro de 1899 — Rio de Janeiro, 17 de setembro de 1987) foi um engenheiro civil e político brasileiro.  Diretor e Vice-Presidente da Confederação Rural Brasileira; Presidente da Associação Auxiliadora da Agricultura de Pernambuco. Publicou ao menos 4 livros sobre economia, agricultura e reforma agrária. Foi vereador e prefeito de sua cidade. Deputado Estadual, e Deputado Federal por sucessivos mandatos dentre 1935 e 1965. Foi Ministro da Agricultura de 31 de janeiro de 1951 a 8 de junho de 1954, no governo Getúlio Vargas. Posteriormente, concluiu sua carreira política em grande estilo, como senador por Pernambuco, de 1966 a 1975, e presidente do senado de 1970 a 1971. Empresário do ramo de Usina de Açúcar, na cidade de Campos, RJ. Se aposentou da vida pública e faleceu aos 87 anos no Rio de Janeiro.

## Biografia
João Cleofas de Oliveira, engenheiro formado pela Escola Politécnica do Rio de Janeiro, foi um político brasileiro, Deputado Federal Constituinte de 1946 Foi também um dos fundadores e Membro da Comissão de Orientação Política da União Democrática Nacional (UDN), partido político conservador fundado em 1945, opositor do Governo Getúlio Vargas. 

## Vida política
Filho de Augusto Teixeira de Oliveira e Maria Florentina de Lemos Oliveira, nasceu en Vitória de Santo Antão, interior de Pernambuco. Iniciou na vida pública aos vinte e três anos como Prefeito de sua cidade natal, no período de de maio de 1921 a setembro de 1922, tendo sido eleito depois para o mandato de 1922 a 1925.
Foi eleito Deputado Estadual por Pernambuco, ficando no cargo de 1925 a 1927, onde tratou de assuntos ligados à agricultura, obras públicas, colonização, indústria e comércio e foi Suplente de Secretário da Mesa Diretora (1925) e membro da Comissão de Obras Públicas, Colonização, Comércio, Agricultura, Artes, Navegação e Indústria. Integrou nos anos de 1926 e 1927 a Comissão de Estatística e Divisão Civil e durante seu mandato consegui aprovação de um projeto de lei regulamentando a profissão de engenheiro.
Em 1931 passou a exercer o cargo de Secretário de Agricultura, Indústria, Comércio, Viação e Obras Públicas de Pernambuco, nomeado pelo interventor federal Carlos Lima Cavalcanti. Foi eleito Deputado Federal por cinco mandatos, no período de 1935 a 1965.  Seu primeiro mandato como Deputado Federal foi interrompido pelo advento do Estado Novo em 1937 que fechou o Congresso. Na vigência do Estado Novo, passou a exercer atividades empresariais e militou em associações de classe dos usineiros de Pernambuco, sem ocupar cargos políticos ou burocráticos.
Retornando à política foi novamente eleito Deputado Federal na Legislatura de 1946-1951, quando integrou a Assembleia Nacional Constituinte que elaborou e promulgou a Constituição Federal de 1946. Como constituinte participou como Membro da Comissão de Investigação Econômico e Social.
Na Legislatura de 1951-1955 execeu o mandato como suplente, sendo que esteve licenciado no período de 1951 a 1954 quando exerceu o cargo de Ministro da Agricultura de Getulio Vargas, sendo responsável, dentre outras, pela criação da Comissão Nacional de Política Agrária, com ênfase em projetos de lei para a reforma agrária e do Banco Nacional de Crédito Cooperativo, instituição voltada para o incentivo à lavoura de subsistência. Deu apoio também a criação de federações estaduais e de associações municipais de agricultura.
Concorreu ao Governo do Estado de Pernambuco por três vezes (1950, 1954 e 1962), saindo derrotado em todas elas.

## Presidência do Senado Federal
Em 1966 à Aliança Renovadora Nacional (Arena), partido político de apoio ao regime militar, elegeu-se ao Senado Federal, onde exerceu o cargo de Presidente do Senado em 1970 e de Presidente da Comissão de Finanças de 1971 a 1974. Como Senador, teve atuação pautada por defender questões voltadas à agricultura. Posteriormente, afastou-se definitivamente da vida pública.

## Morte
Faleceu aos 87 anos na cidade do Rio de Janeiro.